# Jaume Fuster Alzina
Jaume Fuster Alzina (n. el 1946 a Capdepera) és un filòleg, escriptor i pintor mallorquí.

## Biografia
Jaume Fuster és llicenciat en Filologia Catalana per la Universitat de les Illes Balears. Com a membre fundador de la revista Cap Vermell ha publicat poesia així com articles d'opinió i sociolingüística. Va guanyar el premi Ploma de Ferro de narrativa curta els anys 1997 i 1999 i el Premi Vila d'Artà el 2006, també de narrativa. En el vessant de la glossa, ha estat guardonat en els concursos "Pau Sarol" de Sóller, Festes del Vermar de Binissalem i "Biel Parreta" de Sineu. Va rebre el premi "Aina Moll i Marquès" 2015 (Premis 31 de Desembre, de l'Obra Cultural Balear). Fuster és pintor i autor de poesia, narrativa i teatre. Viu al Llevant de Mallorca.

## Llibres
- Torcebraç, (amb Joana Colom), glossa (Documenta Balear, 2012)
- El vent de les paraules, poesia, (SetzeVents Editorial, Urús 2008)
- Els malnoms de Capdepera, (Ajuntament de Capdepera, 2001)
- Un geni, aproximadament, teatre, (El Gall Editor, 2000)
- Capdepera, 700 anys, teatre, (Documenta Balear, 2000)
- Celistre (Cala Rajada en blanc i negre), narrativa. (Documenta Balear, 2019)
- Mirant el silenci, narrativa (Documenta Balear, 2021)
- Calitja, narrativa (Documenta Balear, 2023)
- Cent anys oberts a la mar - Confraria de Pescadors de Cala Rajada 1923-2023, (amb Josep Terrassa), històrica (Documenta Balear, 2023)

## Exposicions
- Centre Melis Cursach (Capdepera), novembre 2013
- Centre Cap Vermell (Cala Rajada), juliol-agost 2015
- Centre Melis Cursach (Capdepera), octubre 2019